# 10ª Brigata proletaria d'assalto erzegovese
La 10ª Brigata proletaria d'assalto erzegovese, in cirillico Друга далматинска пролетерска ударна бригада, in serbo-croato Deseta hercegovačka proleterska udarna brigada, è stata una formazione militare dell'Esercito Popolare di Liberazione della Jugoslavia che venne costituita il 10 agosto 1942 in Bosnia occidentale con alcuni reparti partigiani dell'Erzegovina.
La brigata partecipò alla maggior parte delle operazioni dell'Esercito popolare nella Seconda guerra mondiale sul fronte jugoslavo combattendo contro gli eserciti dell'Asse e i collaborazionisti cetnici e ustaša; in particolare si distinse durante la battaglia della Sutjeska e contribuì, nella fase finale della guerra, alla liberazione di Mostar, Sarajevo e Lubiana.

## Storia
La brigata erzegovese venne formata ufficialmente per ordine del Comandante supremo dell'Esercito popolare di liberazione, Josip Broz Tito, il 10 agosto 1942 nel villaggio di Šujica, nei pressi di Tomislavgrad, a partire dal battaglione partigiano di Mostar e dal famoso "distaccamento d'assalto erzegovese-montenegrino" del comandante Vlado Šegrt che nell'inverno 1942 si era battuto accanitamente contro cetnici e italiani in Erzegovina, Bosnia e Montenegro. Secondo Milovan Đilas, in realtà Tito aveva deciso di costituire una formazione erzegovese fin dal giugno 1942 nel quadro del programma di potenziamento dell'esercito partigiano che aveva stabilito la costituzione di due brigate montenegrine e una del Sangiaccato; inizialmente peraltro i partigiani erzegovesi rimasero in Montenegro con i montenegrini di Sava Kovačević, prima di unirsi al gruppo operativo principale che dal 23 giugno 1942 aveva intrapreso la cosiddetta "lunga marcia" verso la Bosnia occidentale.
Poco dopo la sua costituzione, la brigata erzegovese venne rafforzata alla fine di agosto con l'inserimento di una formazione partigiana del monte Igman e a settembre del battaglione di Prozor del terzo odred (distaccamento) della Craina; nel mese di novembre 1942 infine furono aggregati alla brigata, provenienti dalla Quarta zona operativa croata, i battaglioni "Jozo Jurčević", "Vojin Zirojević" e "Mihovil Tomić". In questo modo la brigata erzegovese, formata inizialmente da tre battaglioni con 620 combattenti, crebbe alla fine di novembre a cinque battaglioni con circa 1.000 partigiani. Il primo comandante della 10ª Brigata erzegovese fu Vlado Šegrt che già si era dimostrato un eccellente e aggressivo capo partigiano, e che avrebbe ricevuto in seguito l'onorificenza di Eroe nazionale della Jugoslavia; il commissario politico fu Čedo Kapor, mentre il responsabile del partito comunista fu Vaso Miskin Crni; tutti e tre questi dirigenti provenivano dal distretto di Trebigne, nella zona serba dell'Erzegovina.

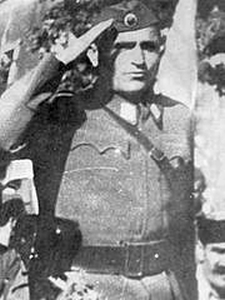
Vlado Šegrt fu il primo comandante della 10ª Brigata erzegovese.

Il 9 novembre 1942 la 10ª Brigata erzegovese entrò a far parte della 3ª Divisione d'assalto e quindi passò sotto il controllo diretto del Comando supremo dell'Esercito popolare. Nel corso della sua storia la formazione svolse compiti di grande importanza per lo sviluppo del movimento di liberazione in Erzegovina, per la costituzione della nuova 29ª Divisione erzegovese, per la costituzione di autorità dirigenti sul territorio e per il consolidamento della politica partigiana di "fratellanza e unità" in Erzegovina. Durante la guerra divenne, con l'aggiunta di nuovi reparti, una unità sempre più potente, essendo l'unica formata da undici battaglioni; nelle sue file combatterono partigiani serbi, croati, musulmani erzegovesi, dalmati, montenegrini.
Per i suoi meriti nel corso della guerra di liberazione, la brigata venne più volte elogiata dal quartier generale del Comando supremo partigiano e ricevette numerosi riconoscimenti, tra cui l'Ordine della Liberazione Nazionale e l'Ordine della Fratellanza e Unità; in occasione del quindicesimo anniversario della battaglia della Sutjeska, il 3 luglio 1958, venne insignita dell'onorificenza dell'Ordine dell'Eroe nazionale del popolo. L'11 luglio 1952 la 10ª Brigata erzegovese venne ufficialmente proclamata unità "proletaria".
La 10ª Brigata erzegovese entrò in combattimento fin dal mese di agosto 1942 partecipando ai combattimenti in corso a Kupres, poi agli scontri a Tomislavgrad e Posušje e all'attacco contro Prozor; subito dopo combatté anche a Travnik e nel settore Livno-Glamoč. Dopo essere entrata a far parte della 3ª Divisione d'assalto, la brigata combatté nella valle dei fiumi Vrbas e Bosna, mentre a novembre contribuì alla liberazione di Jajce e ai successivi combattimenti difensivi per respingere i contrattacchi delle forze dell'Asse.
All'inizio del mese di gennaio 1943 la brigata erzegovese fu impegnata a controllare la strada Jajce-Travnik e il monte Vlašić; il 17 gennaio 1943 contribuì alla liberazione di Žepče e nei successivi dieci giorni effettuò attacchi lungo la via di comunicazione Brod-Sarajevo. Da alcuni giorni tuttavia era in corso l'offensiva generale delle truppe tedesche, italiane e cetniche, la cosiddetta operazione Weiss, che sarebbe culminata nella battaglia della Neretva. La 10ª Brigata erzegovese partecipò a tutte le fasi più drammatiche della sanguinosa battaglia; tra il 15 e il 17 febbraio 1943 combatté nel settore di Prozor e il 17 febbraio sorprese alcuni reparti delle divisioni "Murge" e "Marche" che vennero distrutti; gli erzegovesi catturarono 250 soldati, quattro carri armati e otto autocarri. Con i mezzi motorizzati italiani catturati, la brigata ricevette l'ordine di costituire un reparto speciale meccanizzato. Il commissario politico Čedo Kapor ricorda nelle sue memorie i problemi che sorsero per trovare personale in grado di impiegare quei mezzi meccanici; essendo la maggior parte dei partigiani erzegovesi semplici contadini, si dovette ricorrere ad alcuni autieri e meccanici presenti del battaglione di Mostar ed anche ai prigionieri italiani.
Nei giorni seguenti la situazione dei partigiani jugoslavi divenne più difficile a causa del fallimento degli attacchi a Konjic e dell'arrivo dei tedeschi sulla linea della Neretva; anche il secondo attacco a Konjic del 27 febbraio 1943, a cui partecipò la 10ª Brigata erzegovese, venne respinto dopo alcuni giorni di aspri combattimenti. Dopo una serie di drammatiche battaglie lungo la Neretva, nella prima settimana di marzo le divisioni del gruppo operativo partigiano riuscirono finalmente ad attraversare il fiume e sfuggirono all'inseguimento delle truppe dell'Asse. I partigiani jugoslavi quindi poterono avanzare in Erzegovina e Montenegro contro i cetnici che subirono una serie di pesanti sconfitte; la 10ª Brigata erzegovese prese parte ai combattimenti a Glavatičevo del 15 marzo 1943 che terminarono con l'accerchiamento di reparti cetnici, e alla riconquista di Nevesinje del 12 aprile; furono gli erzegovesi che giunsero di rinforzo e contrattaccarono permettendo di liberare la città e di battere nuovamente i cetnici. In questa fase la brigata erzegovese svolse un ruolo decisivo per favorire la crescita del movimento di liberazione in Erzegovina e per ampliare il territorio libero sotto il controllo del quartier generale partigiano; dopo la vittoria a Nevesinije, l'unità ottenne nuovo successi liberando in aprile Ljubinje e Stolac e in aprile-maggio raggiungendo e occupando Gacko. Nella prima metà del mese di maggio gli erzegovesi furono ancora in azione lungo le direttrici Mostar-Nevesinje e Bileća-Gacko.

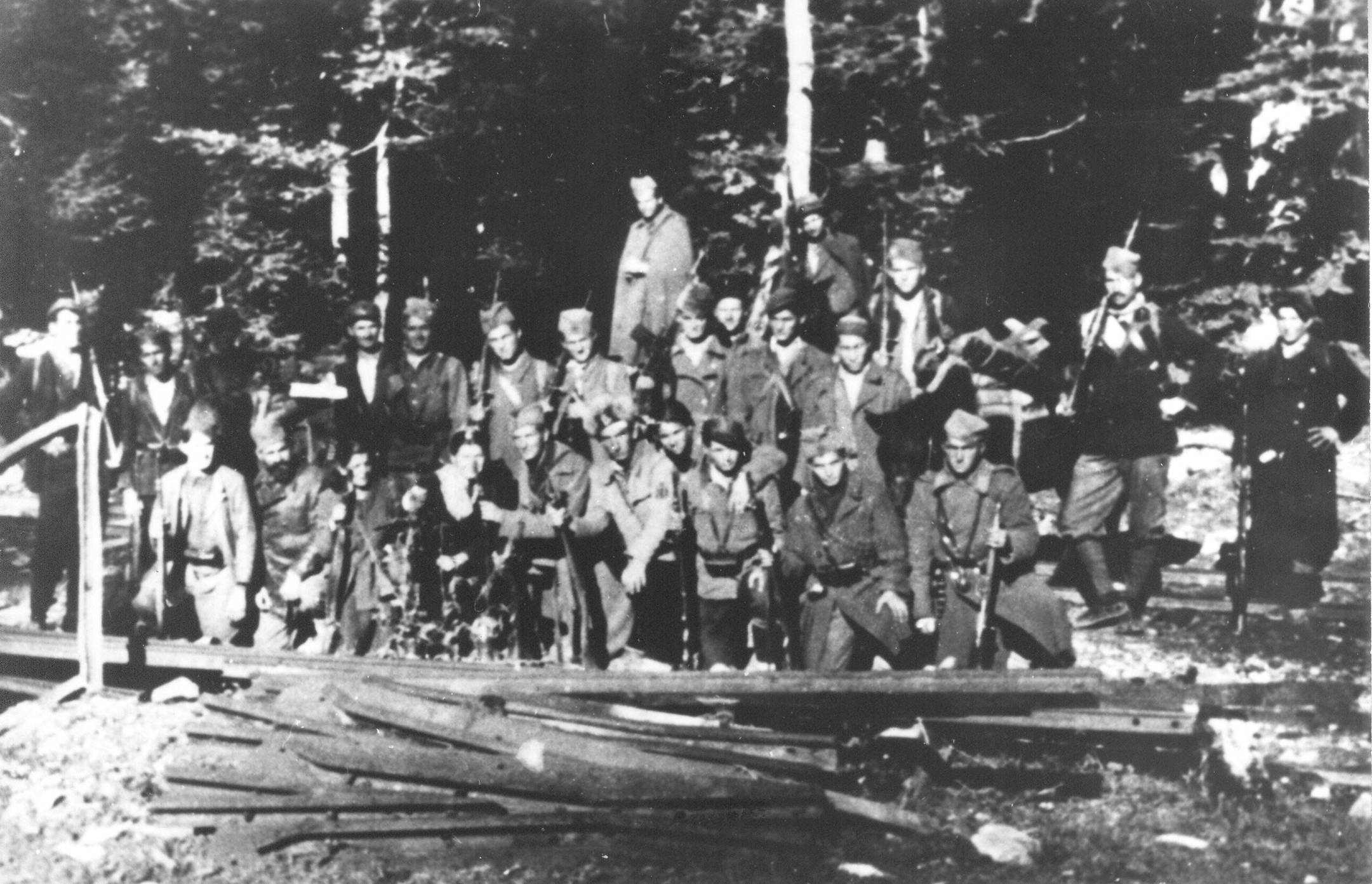
Partigiani della brigata nella regione di Travnik nell'estate 1942.

All'inizio della drammatica battaglia della Sutjeska la 10ª Brigata erzegovese si trovava, insieme alle altre brigate della 3ª Divisione d'assalto, nella valle Župa del Piva fino alla regione di Nikšić; in particolare l'unità controllava le strade provenienti da Avtovac-Čemerno-Goransko. Gli erzegovesi trascorsero i primi giorni dell'offensiva tedesca impegnati in violenti combattimenti difensivi per trattenere le truppe SS della divisione "Prinz Eugen" nella Valle Župa del Piva cercando di guadagnare tempo mentre le altre divisioni partigiane iniziavano la ritirata verso la Bosnia; la brigata difese la zona a ovest delle sorgenti del fiume Piva contro la crescente pressione tedesca fino al 27 maggio; quindi prese parte al contrattacco del 31 maggio che respinse momentaneamente il nemico e protesse il ponte di Mratinje sul Piva attraverso il quale passarono le forze partigiane del gruppo di Tito. La 10ª Brigata continuò a combattere accanitamente anche nei giorni seguenti; in particolare il 9 giugno 1943 i suoi partigiani difesero la vetta del monte Milinklade permettendo in questo modo la ritirata del nucleo principale del Comando supremo; Vlado Šegrt era presente al quartier generale di Tito al momento dell'attacco aereo tedesco e del ferimento del comandante supremo partigiano. La brigata erzegovese riuscì alla fine a sfuggire dalla trappola tedesca e ripiegare in Bosnia orientale ma le perdite furono molto pesanti: circa 400 morti e dispersi su un totale di meno di 1000 effettivi.
Il Comandante supremo Tito fin dal 14 giugno decise di inviare i resti della brigata in Erzegovina per favorire la ripresa del movimento di liberazione e la costituzione di nuovi organi dirigenti dei nuclei partigiani. Dopo aver partecipato a combattimenti contro i cetnici nella Bosnia orientale, gli erzegovesi si trasferirono a sud e in agosto raggiunsero alcuni successi liberando temporaneamente Ljubinje, quindi parteciparono alla nuova irruzione in Montenegro dopo la resa dell'Italia. Dopo essere entrata a far parte del II Korpus, tra settembre e ottobre 1943 la 10ª Brigata prese parte alle operazioni a Kalinovik, Avtovac, Gacko, Ljubinje e Bileća. Durante l'inverno 1943-1944 la 10ª Brigata combatté durante l'operazione Kugelblitz, la grande offensiva generale sferrata dai tedeschi in Bosnia e Montenegro; in particolare gli erzegovesi si batterono duramente contro gli agguerriti reparti della 7ª Divisione SS "Prinz Eugen". Fino alla fine della primavera 1944 la brigata fu impegnata nel tentativo di raggiungere la baia di Cattaro e in continui scontri nella parte orientale e meridionale dell'Erzegovina: in estate invece la formazione partigiana combatté soprattutto intorno a Bileća e riuscì a fermare l'avanzata tedesca in Erzegovina e Montenegro.
Dal mese di ottobre 1944 fino all'inizio di marzo il 1945, la 10ª Brigata erzegovese fu di nuovo in combattimento per la liberazione finale dell'Erzegovina e partecipò, insieme alle altre formazioni del II Korpus, alle operazioni nella baia di Cattaro e in Dalmazia meridionale; in ottobre i partigiani furono in azione a Bileća e a Ragusa. All'inizio 1945 cominciarono i combattimenti finali in Erzegovina ancora accanitamente difesa dai tedeschi; la brigata erzegovese combatté a Siroki Brijeg e Nevesinje; a febbraio ebbe inizio la decisiva operazione Mostar e la brigata contribuì alla liberazione di Nevesinje, Jablanica, Ostrošac e Konjic. Gli erzegovesi si distinsero particolarmente nella battaglia per Mostar e sconfissero duramente i reparti cetnici collaborazionisti con i tedeschi. Nelle ultime settimane della guerra la 10ª Brigata erzegovese combatté ancora a Ivan Sedlo e quindi partecipò alla vittoriosa operazione Sarajevo; infine prese parte all'avanzata vittoriosa finale da Sarajevo a Postumia, alle operazioni per raggiungere al più presto Trieste e alla liberazione di Lubiana dove terminò il suo lungo impegno bellico.

## Eroi nazionali della 10ª Brigata proletaria d'assalto erzegovese
Alcuni dei più famosi partigiani della brigata erzegovese che ricevettero l'onorificenza di Narodni heroj Jugoslavije, "Eroi nazionali della Jugoslavia", furono:
- Miloš Bajović, vice commissario politico del I battaglione
- Mladen Balorda, comandante del III battaglione
- Kosta Bjelogrlić, comandante I battaglione
- Pavle Vukoje, comandante I battaglione
- Hasan Zahirović Laca, mitragliere del III battaglione
- Asim Zupčević, commissario politico di compagnia del III battaglione
- Miloš Kovačević, comandante III battaglione
- Vaso Miskin Crni, dirigente politico della brigata
- Dušan Pajić-Dašić, comandante artiglieria della brigata
- Žarko Papić, comandante prima compagnia del I battaglione
- Ahmed Pintul, comandante seconda compagnia del III battaglione
- Srećko Reić, comandante di battaglione
- Vlado Tomanović, vice comandante della brigata
- Radovan Šakotić, comandante III battaglione
- Danilo Šarenac, comandante IV battaglione
- Ante Šarić Rade Španac, comandante di compagnia del battaglione "Vojin Zirojević"
- Vlado Šegrt, primo comandante della brigata
- Obren Šupić, comandante di compagnia del I battaglione
- Boriša Kovačević, capo della sezione politica della brigata